# Kalksteinbruch am Lohlberg
Der Kalksteinbruch am Lohlberg ist ein Naturschutzgebiet in der niedersächsischen Gemeinde Jerxheim in der Samtgemeinde Heeseberg im Landkreis Helmstedt.
Das Naturschutzgebiet mit dem Kennzeichen NSG BR 076 ist rund 4 Hektar groß. Es steht seit dem 18. November 1986 unter Naturschutz. Zuständige untere Naturschutzbehörde ist der Landkreis Helmstedt.
Das Naturschutzgebiet liegt westlich von Jerxheim und stellt einen stillgelegten Kalksteinbruch mit bis zu 20 Meter hohen Steilwänden unter Schutz. In der Sohle haben sich im westlichen Bereich temporäre Kleingewässer entwickelt bzw. wurden als Artenhilfsmaßnahme angelegt. Der Steinbruch ist ein wichtiges Rückzugsgebiet für bedrohte Amphibienarten, aber auch zahlreiche weitere Pflanzen- und Tierarten.